# Luna di fiele
Luna di fiele (Bitter Moon) è un film del 1992 prodotto e diretto da Roman Polański, tratto dal romanzo omonimo di Pascal Bruckner, interpretato da Hugh Grant, Emmanuelle Seigner, Peter Coyote e Kristin Scott Thomas.

## Trama
Una giovane coppia inglese, Nigel e Fiona, in viaggio in crociera, incontra un'altra coppia: Oscar, un uomo paralitico, e Mimì, un'affascinante donna francese, che sconvolgeranno le certezze sull'amore dei protagonisti. Oscar, notando l'interesse di Nigel per sua moglie, decide di raccontargli tutta la loro storia, iniziata diversi anni prima, a Parigi.
I due si innamorano e intraprendono una relazione basata soprattutto sulla passione. Con il tempo, Oscar perde l'interesse nei confronti di Mimì e decide di lasciarla. La donna, disperata e addolorata, implora Oscar di continuare la loro relazione dicendogli che sarebbe disposta a ogni cosa pur di stargli accanto. Oscar accetta la proposta di Mimì, che verrà sempre umiliata, finché un giorno Oscar l'abbandona in un volo diretto in Martinica. Anni dopo, Mimì torna a trovare Oscar, che era stato vittima di un incidente stradale e, per vendicarsi di tutto il male ricevuto, gli procura un altro incidente condannandolo definitivamente alla sedia a rotelle. Oscar, che ormai non è più autosufficiente, è costretto a lasciare che sia Mimì ad occuparsi di lui: Mimì cercherà di umiliarlo mettendo in atto la sua personale vendetta.
Nigel rimane allo stesso tempo affascinato e disgustato dalla loro storia, e il suo interesse per Mimì cresce. Ma la giovane donna francese conquisterà anche l'interesse della moglie di Nigel, Fiona.

## Personaggi
- Nigel e Fiona: sono una giovane coppia inglese in viaggio in crociera per festeggiare il loro 7º anniversario di nozze. Ma le certezze sul loro amore vengono perse dopo l'incontro con un'altra coppia, Oscar e Mimi.
- Oscar: è un uomo costretto a vivere sulla sedia a rotelle, a causa di un incidente procurato dalla moglie Mimi. Sulla nave incontra Nigel al quale racconterà tutta la sua storia d'amore con Mimi, e del male che, nel corso degli anni, i due coniugi si sono fatti a vicenda.
- Mimi: è una giovane donna di origine francese, sposata con Oscar, con il quale vive un amore turbolento, dovuto ad alcuni fatti del loro passato. Grazie al suo aspetto seducente conquista sia Nigel che la moglie Fiona, ai quali sconvolgerà il viaggio in crociera.

## Produzione
Le riprese del film sono iniziate il 5 agosto 1991 e si sono svolte a Parigi in Francia.
Nel trailer del film, c'è una scena in cui il protagonista è legato a una sedia e la partner gli strappa i vestiti con un coltello prima di fare sesso. La scena è divenuta uno dei simboli del film, nonché la più nota.
Il budget del film è stato di 5000000 $.

## Distribuzione
Il film è stato distribuito nei seguenti paesi:
- Regno Unito il 12 luglio 1992
- Francia il 23 settembre 1992
- Belgio il 24 settembre 1992
- Spagna il 9 ottobre 1992
- Paesi Bassi il 15 ottobre 1992
- Finlandia il 20 ottobre 1992
- Svezia il 6 novembre 1992
- Germania il 7 gennaio 1993
- Italia il 14 gennaio 1993
- Argentina il 4 febbraio 1993
- Australia il 25 febbraio 1993
- Danimarca il 30 aprile 1993
- Portogallo il 7 maggio 1993
- Corea del Sud il 25 settembre 1993
- USA l'11 marzo 1994
- Bulgaria il 21 luglio 1995
- Ungheria il 7 settembre 1995

In Italia il film è stato anche presentato alla 26ª edizione del Torino Film Festival, in occasione della retrospettiva "Roman Polanski".

## Accoglienza
Il film, secondo Internet Movie Database, ha raggiunto un gradimento di 7,1/10.
La sociologa Laura Kipnis ha citato Luna di fiele tra gli esempi di film antiamore, nel suo saggio Contro l'amore.

## Titolo
Il titolo del film (in lingua originale Bitter moon) è stato tradotto, nei paesi in cui è stato distribuito, come:
- Lunes de fiel, Francia
- Bitter mane, Svezia-Danimarca-Finlandia
- Bitter moon, Germania
- Keserű méz, Ungheria
- Lua de Mel, Portogallo
- Luna amară, Romania
- Luna di fiele, Italia
- Luna di hiel, Spagna

## Colonna sonora
Le canzoni presenti nel film:
- Fever
- Stop
- Katia Flavia a godiva do Iraja
- Sweet Dreams (Are Made of This)
- La mer
- Denise et Irene
- Faith
- I Will Survive
- Slave to Love
- Hello
- My chérie amour
- Never Can Say Goodbye
- Frangosyriani Kyra